# 亞歷山大·涅夫斯基主教座堂 (貝爾格勒)

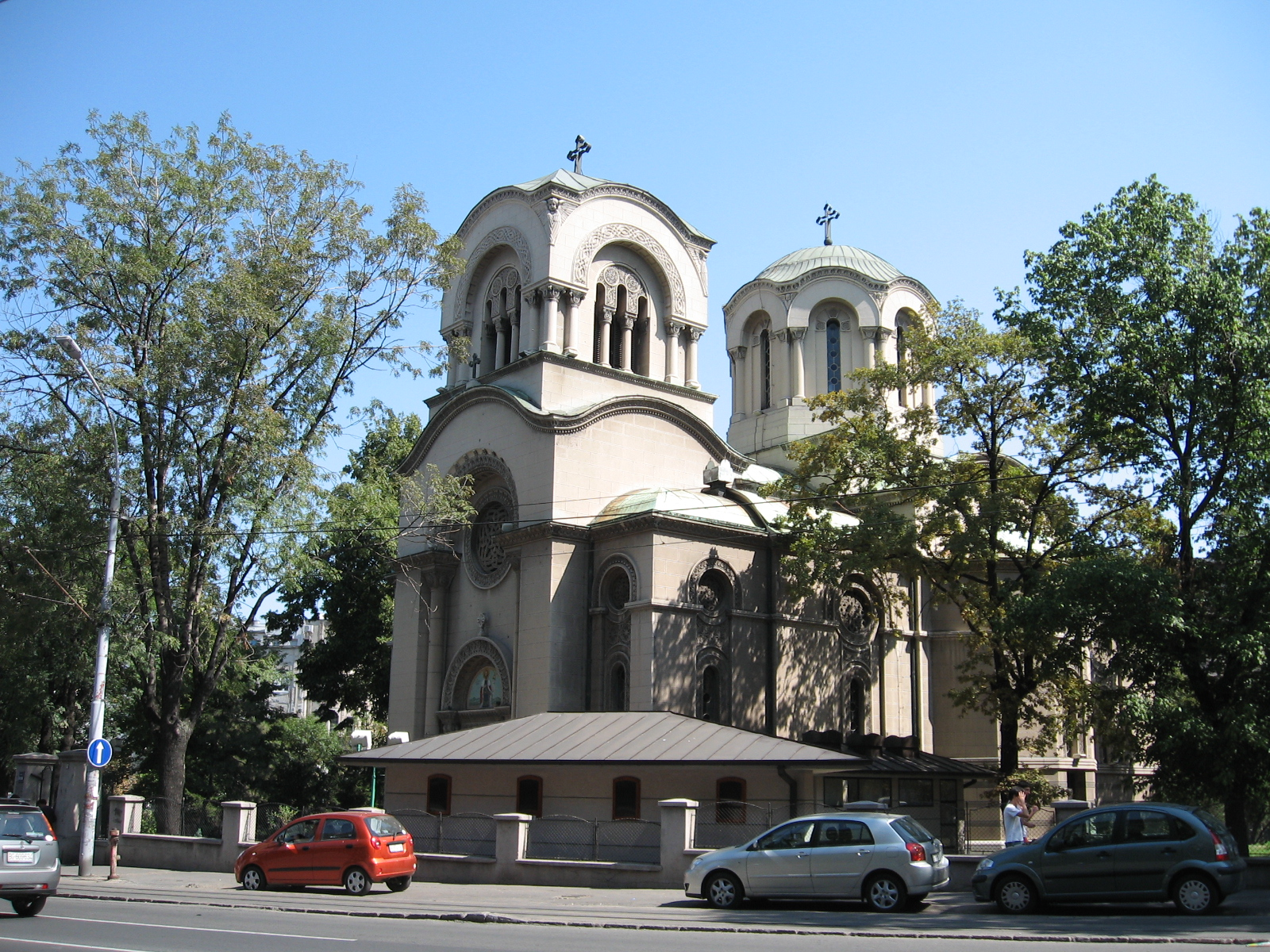

亞歷山大·涅夫斯基主教座堂（Црква Светог Александра Невског）是位於塞爾維亞首都貝爾格勒的一座塞爾維亞正教會的教堂。亞歷山大·涅夫斯基主教座堂修建於1877年。

## 外部連結
- Information about Belgrade churches on the city's website （页面存档备份，存于）

44°49′14″N 20°27′58″E / 44.82056°N 20.46611°E